# Cástaras
Cástaras er en by og kommune i det sydøstlige Spanien i provinsen Granada. Den har et indbyggertal på 210 (2024) indbyggere.